# Dominik Klein
Dominik Klein (16 de diciembre de 1983 en Miltenberg, Alemania) es un exjugador de balonmano alemán. Su último fue el HBC Nantes.
Fue 187 veces internacional con Alemania, anotando 370 goles.

## Carrera

### Club
Con la selección terminó 4º en el campeonato de Europa de balonmano de 2008. Dominik juega para el THW Kiel desde el 2006, con los que ganó la Liga de Campeones de la EHF en 2007, 2010 y 2012 y la liga de su país que la llevan ganado desde 2007, hasta 2012, quedándose sin ganarla en 2011, siendo el campeón el HSV Hamburg. Durante ese período, se proclamó campeón del Mundo en 2007 con Alemania.
Formó parte de la selección alemana en el Campeonato del Mundo de 2013, en una renovada selección alemana, aunque cayeron en cuartos de final ante España, finalizando quintos en el Mundial.

### Personal
En 2009 se casó con su novia Isabell, que también es jugadora de balonmano (Buxdehuder SV). Como curiosidad, es la única pareja alemana donde los dos componentes forman parte de la selección nacional.

## Equipos
- TUSPO Obernburg (2001-2005)
- TV Großwallstadt (2005-2006)
- THW Kiel (2006-2016)
- HBC Nantes (2016-2018)

## Palmarés

### THW Kiel
- Liga de Campeones (2007, 2010 y 2012)
- Bundesliga (2007, 2008, 2009, 2010, 2012, 2013, 2014, 2015)
- Copa de Alemania (2007, 2008, 2009, 2011, 2012, 2013)
- Supercopa de Alemania (2007, 2008, 2011, 2014, 2015)
- Supercopa de Europa (2007)
- Mundial de Clubes (2011)

### Nantes
- Copa de Francia de balonmano (1): 2017

### Selección nacional

#### Campeonato del Mundo
- Medalla de oro en el Campeonato del Mundo de 2007